# Oban
Oban (en gaélico escocés, An t-Òban que significa "La pequeña bahía") es una localidad del Consejo unitario de Argyll and Bute, Escocia, Reino Unido, con una población de 8.120 habitantes según el censo del Reino Unido del año 2001. A pesar de su pequeño tamaño, es la ciudad más grande entre Helensburgh y Fort William y durante la temporada turística la ciudad puede llegar a los 25.000 habitantes. Oban ocupa un asentamiento hermoso en el fiordo de Lorn. La bahía de Oban es una bahía en forma de herradura casi perfecta, protegida por la isla de Kerrera y más allá de Kerrera está la isla de Mull. Al norte está la gran isla alargada de Lismore y las montañas de Morvern y Ardgour.